# Großbühne
Eine Großbühne (Vollbühne) ist in Deutschland baurechtlich (nach Musterversammlungsstättenverordnung 2005, § 2 (5) Satz 5) eine Bühne mit einer Szenenfläche hinter der Bühnenöffnung (der Proszeniumsöffnung) von mehr als 200 m². Bühnen mit einer Oberbühne mit einer lichten Höhe von mehr als 2,5 m über der Bühnenöffnung oder mit einer Unterbühne gelten auch als Großbühne.
Die früher baurechtlich verwendete Teilung in Klein-, Mittel- und Vollbühne ist weggefallen.